# Tanque Argentino Mediano
O Tanque Argentino Mediano (TAM) é um tanque originário e empregado pela Argentina do qual consiste em um Marder alemão ao qual foi acrescentado uma torre equipada com o famoso canhão L-7 de fabrico britânico.

## Descrição
Embora seja um projeto de origem alemã, apenas os primeiros três exemplares foram produzidos no país europeu, enquanto que os restantes foram fabricados pela TAMSE, na Argentina. O TAM (iniciais de Tanque Argentino Mediano) é claramente baseado no veículo de combate de infantaria (VCI) Marder, da Henschel alemã, pois foi a solução encontrada para reduzir o tempo de desenvolvimento do projecto do carro de combate que viria a ser empregado pelas Forças Armadas Argentinas.
A blindagem aparenta ser idêntica, dado o TAM possui um peso ligeiramente inferior ao do Marder. Segundo os dados conhecidos, a blindagem é eficiente perante calibres de até 40mm.
Os argentinos acrescentaram a possibilidade de o carro de combate ter a sua autonomia aumentada, com a inclusão de tanques de combustível adicionais (dos quais podem ser removidos).
Por ser baseado no chassi de um veículo de combate de infantaria (VCI), e ao contrário dos carros de combate convencionais, o tanque possui o seu motor situado na frente, à direita, com o condutor situado na esquerda. Por esse motivo, a parte frontal do veículo é a mais protegida.

## História e variações
A família TAM constitui a mais extensa linha de veículos militares existente na América Latina.

Começou com o projecto do TAM (Tanque Argentino Mediano) e progrediu até dispor de veículos para várias outras funções. Entre as principais contam-se:

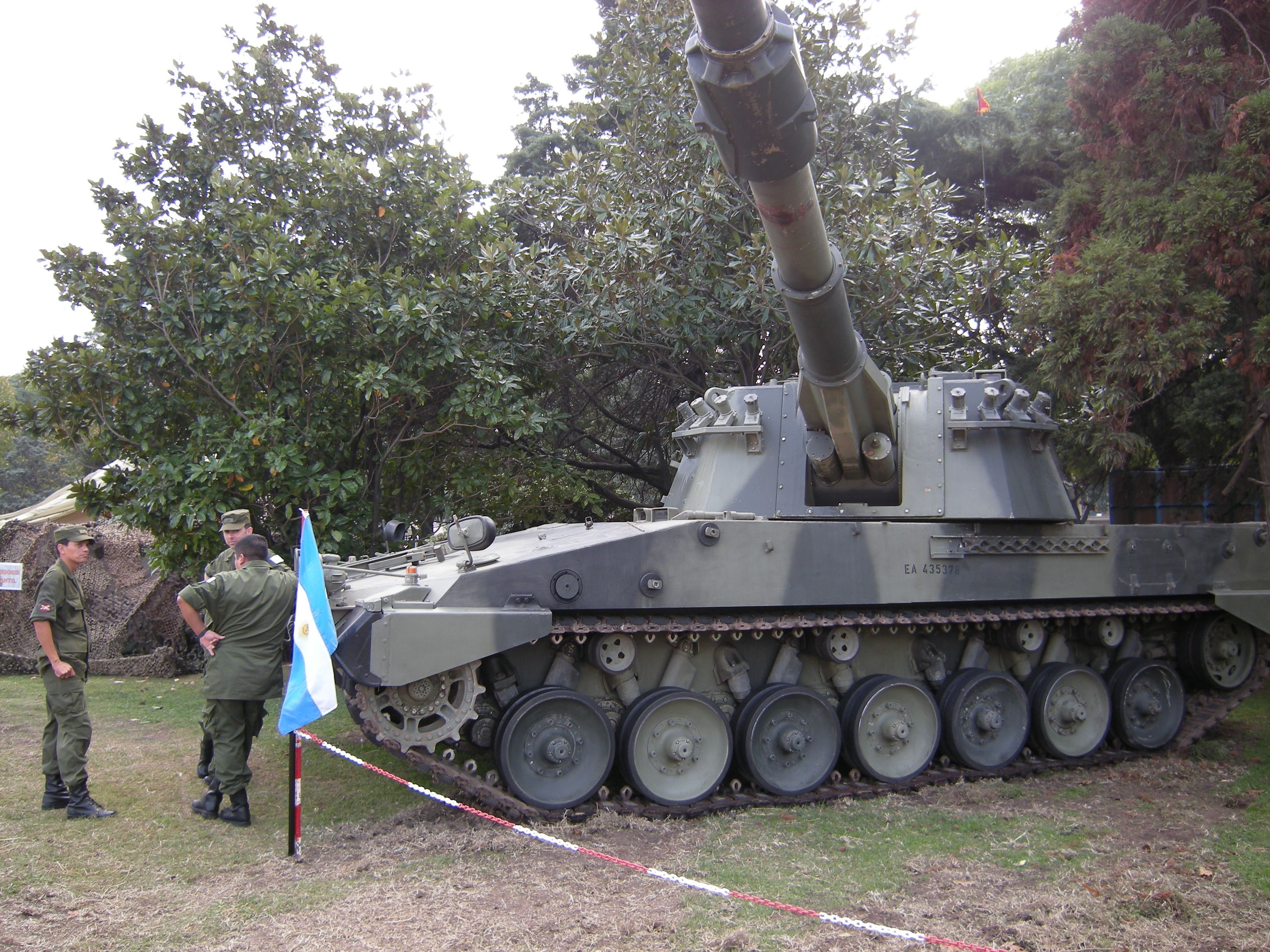
VCA, versão artilharia autopropulsada do TAM

### VCA/155[5][6]
Quantidade máxima – 18; em serviço – 18
O TAM/155mm é o único canhão autopropulsado produzido na América Latina. A torre do Palmaria, de fabrico na Itália, foi comprada pelos argentinos e montada em cima dos chassis alongados do TAM, aos quais a Argentina fabrica sob licença desde os anos 70. Trata-se de um veículo convencional com boas prestações.
O canhão italiano de 155mm tem um alcance máximo de 24,7 km para munições explosivas. O TAM/155mm pela capacidade do canhão instalado, pelo fato de ser um produto fabricado na Argentina, é o mais eficiente sistema de artilharia de todo o continente sul americano. Seu alcance é superior ao de qualquer outro sistema em serviço nos países limítrofes, incluindo os M109A5 empregados pelo Exército Brasileiro.

### TAM-VCTP

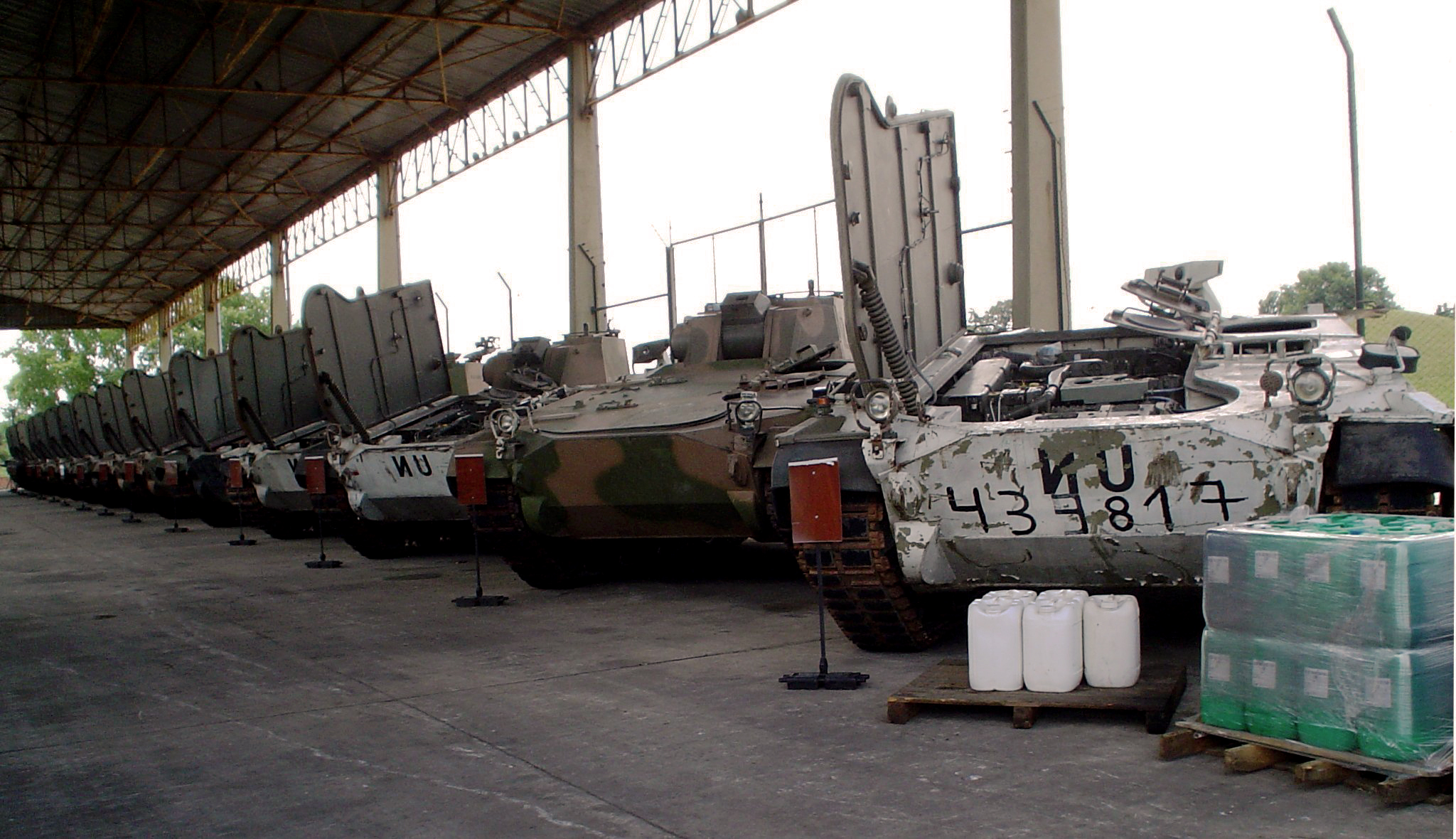
VCTP em Manutenção

A base VCTP IFV é essencialmente semelhante ao formato do Marder alemão, porém simplificado e modificado para atender às exigências do Exército Argentino. Também possui um motor mais potente, um MTU de 720 cv a diesel.
O armamento é constituído por uma torre principal armada com um canhão Oerlikon de 20 mm e uma torreta montada externamente de 7,62 mm MG para defesa local e aérea. A arma 7,62 mm está localizada numa montagem sobre a traseira do casco e é controlada remotamente.
Esse Metralhadora é controlada de dentro do compartimento da tropa, que pode acomodar até dez soldados e seus equipamentos pessoais. As tropas entram e saem do veículo Através de uma porta na parte traseira do casco e também há escotilhas telhado. Portos de ignição e dispositivos de visão estão localizadas ao redor do compartimento de tropas para a utilização pelos ocupantes. Quatro lançadores de granadas de fumo são montados overhaull de cada lado.

### VCLC

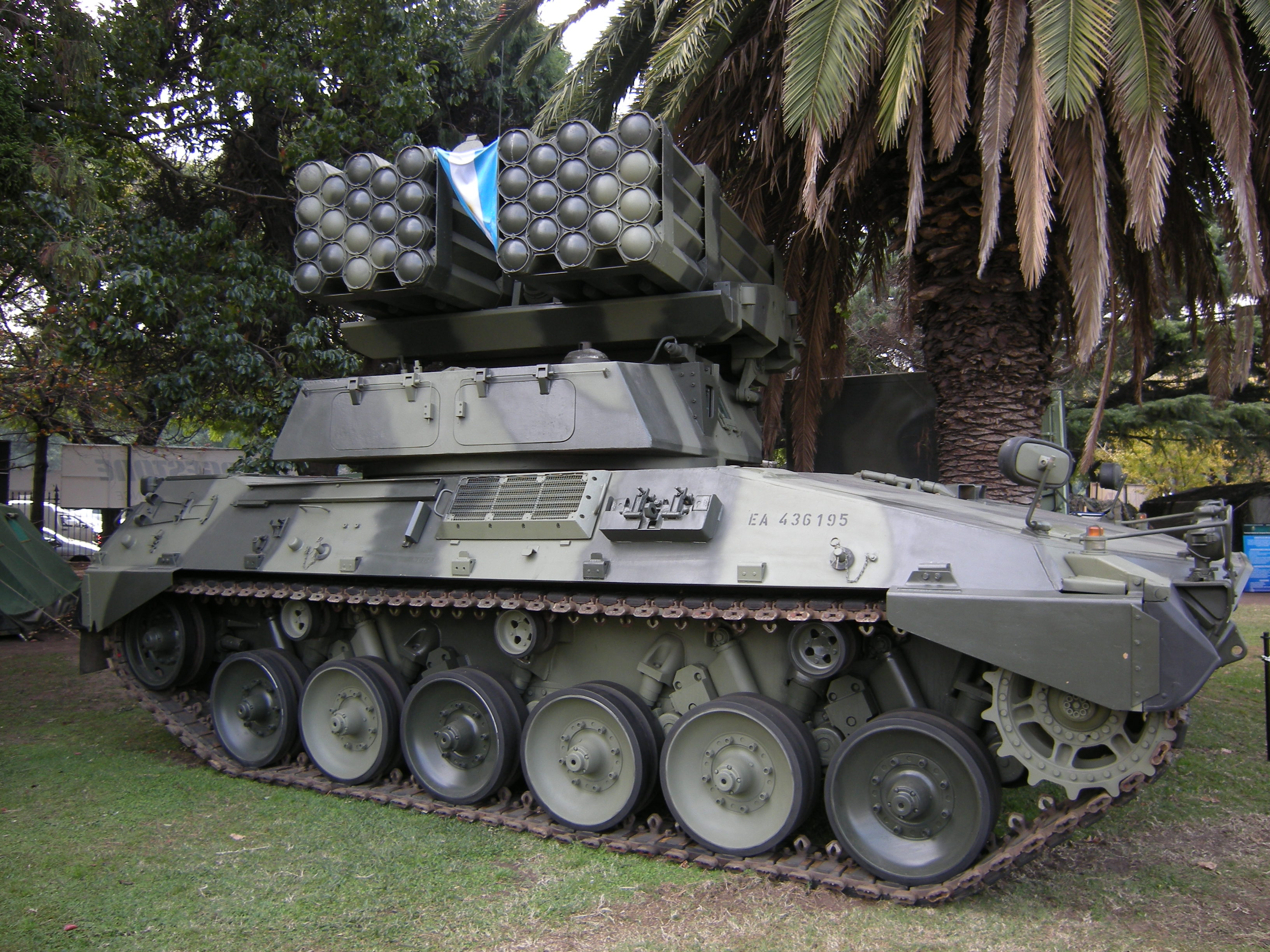
VCLC no decorrer da Exposição do Exército argentino em 2008

O VCLC sistema de lançamento de foguetes múltiplos nunca veio ao serviço ativo, devido a problemas financeiros. O sistema VCLC (Vehículo de Combate Lanza Cohetes) múltiplos de foguetes de lançamento foi desenvolvida na Argentina com uma ajuda de Israel.
Infelizmente, apenas um pequeno número destes sistemas foi Construído Devido a problemas de financiamento e que nunca veio ao serviço ativo.
O VCLC Tem um design modular e foi desenvolvido em duas variantes de fogo de foguetes de 160-mm e 350 mm . Poucas modificações foram  necessárias para mudar entre os tipos de foguetes.
O VCLC-CAL (Cohete de Artilleria Ligero) é equipado com o sistema modular lançador de foguetes israelense LAR-160 . Submeteu-se a ensaios em 1986. O dois recipientes utilizados de 160-milímetro CAL podem transportar 18 foguetes. Estes recipientes são de fábrica equipados com foguetes e selado. Eles podem ser armazenadas por até 15 anos sem qualquer manutenção. Depois de lançar todos os foguetes, os contentores são removidos por guindastes e substituídos por novos.
HE-FRAG e ogivas de fragmentação estão disponíveis.
Outra variante, e o VCLC-CAM (Cohete de Artilleria Mediano) que tiveram quatro tubos de lançamento foguetes feitos em Israel 350-MAR de 350 milímetros. O padrão de pesos de foguete chega a 1 000 kg e tem um alcance máximo de 75 - 95 km. Apenas um protótipo deste sistema foi construído.
Algumas fontes afirmam que foram Submetidos a Testes em 1988.
O VCLC está equipado com uma metralhadora 7,62 mm para auto-proteção e defesa aérea limitada.
Existem ainda versões anti-minas, veículo de comando, veículo de transporte de munições e porta-morteiro pesado.

## Principal Utilizador
- Argentina
- Designação Local:TAM
- Quantidade Máxima: 280
- Situação operacional: Em serviço

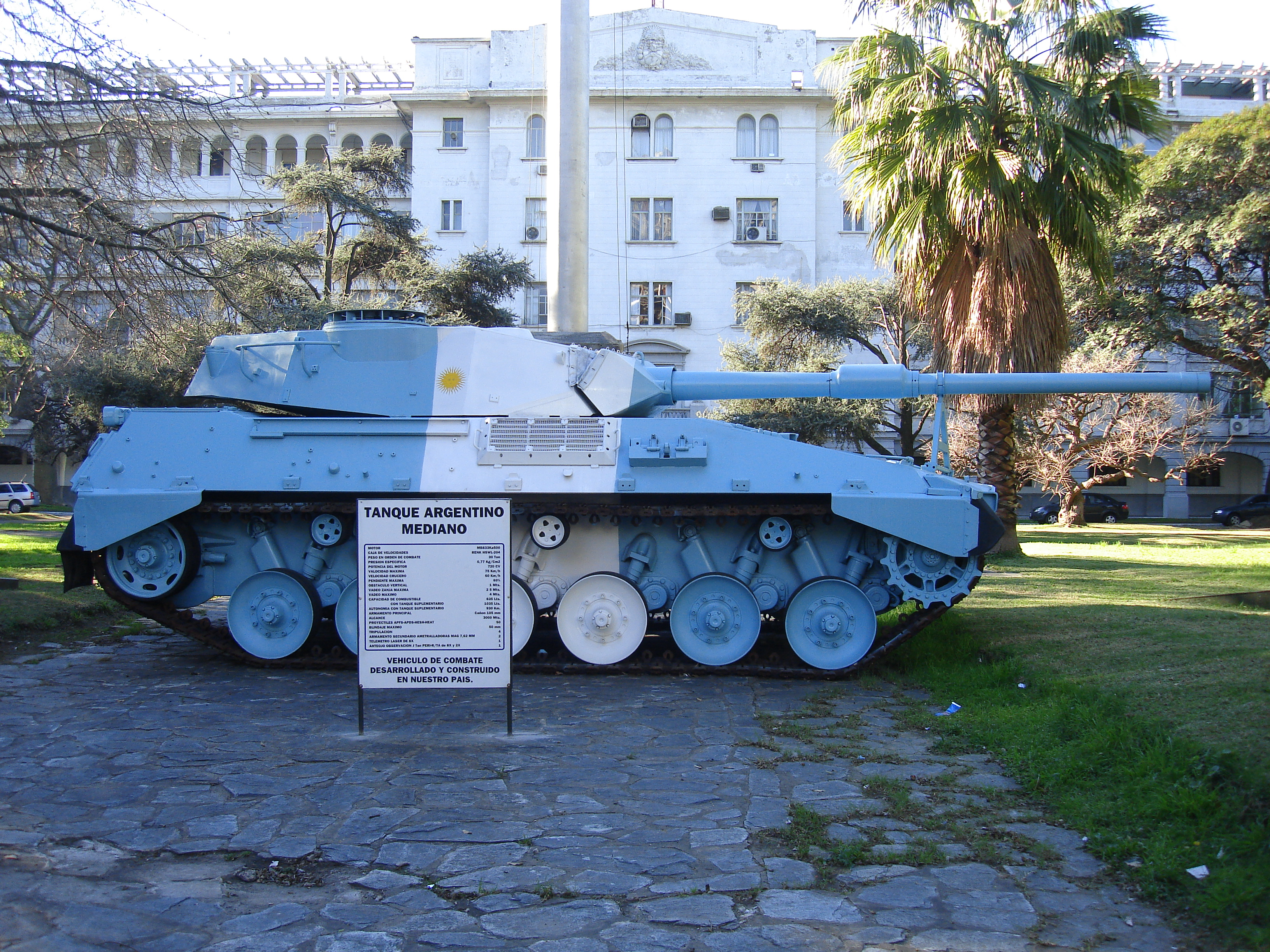
Tam argentino.

Os planos da Argentina, previam a compra de um total de 512 (quinhentos e doze) veículos TAM entre tanques e veículos de combate de infantaria, mas por causa da crise econômica na Argentina a produção foi parada, sendo estimado em 350 veículos o número produzido.
Calcula-se que o numero de tanques TAM, seja de aproximadamente 240, sendo os restantes 110, veículos de combate de infantaria, basicamente iguais ao MARDER alemão, com a diferença do motor, que é ligeiramente mais potente (720cv contra 600cv do veículo alemão).
A Argentina, efetuou várias modernizações e modificações ao TAM, além de novas versões.
Entre as versões, conta-se uma equipada com a torre Palmaria, da italiana Oto Melara, que utiliza um obus de 155mm, dos quais foram produzidos 17.
Entre as modificações previstas para o TAM, encontra-se a modernização dos sistemas óticos, prevendo-se a aquisição de sistemas que permitam o combate noturno.
Ainda que esteja armado com um canhão de 105mm, o TAM não está à altura para enfrentar outros veículos blindados de países vizinhos. Quer os tanques Leopard 1A1 , Leopard 1A5 e M60A3 brasileiros, quer os Leopard1A1 e Leopard 2A4 do Chile são muito superiores ao TAM em blindagem embora tenham o mesmo canhão, exceção para o Leopard-2A4 chileno que está equipado com um canhão de 120mm.
Notar que os tanques TAM estão equipados com três tipos diferentes de canhão. Os primeiros estão equipados com o canhão L7, um segundo lote está equipado com o canhão alemão LTA2, e os mais recentes estão equipados com uma versão do canhão de origem francesa CN-105, o mesmo que equipa o Super Sherman, o AMX-13 ou o AMX-10RC.

## Referência
- Bishop, Chris (2006). The Encyclopedia of Tanks and Armored Fighting Vehicles: From World War I to the Present Day. San Diego, CA: Thunder Bay. ISBN 978-1592236268
- Foss, Christopher F. (2004). Jane's Armour & Artillery, 2004-2005. Coulsdon, Surrey: Jane's Information Group. ISBN 978-0710626165
- Foss, Christopher F. (2006). Jane's Tank Recognition Guide. London, United Kingdom: Harper Collins. ISBN 978-0007183265
- Foss, Christopher F. (2002). The Encyclopedia of Tanks and Armored Fighting Vehicles: The Comprehensive Guide to over 900 Armored Fighting Vehicles from 1915 to the Present Day. San Diego, CA: Thunder Bay Press. ISBN 978-1571458063
- de Mazarrasa, Javier (1996). La Familia Acorazada TAM (em espanhol). Valladolid, Spain: Quirón. ISBN 84-87314-27-9
- Garasino, Luis (9 de setembro de 1999). «Advierten que Panamá podría embargar la fragata Libertad». Buenos Aires, Argentina. Clarín (em espanhol). Consultado em 9 de outubro de 2008
- Miller, David (2000). The Illustrated Directory of Tanks and Fighting Vehicles: From World War I to the Present Day. Osceola, WI: MBI. ISBN 978-0760308929
- Schneider, Wolfgang (2006). «Main Battle Tanks: A Worldwide Survey (I)». Military Technology. 30 (10): 51–59